# Filippo Piva
Filippo Piva (22 agosto 1967) è un ex nuotatore sammarinese.

## Biografia
Nato nel 1967, a 21 anni ha partecipato ai Giochi olimpici di Seul 1988, in tre gare, fermandosi alle batterie in tutte. Nei 50 m stile libero ha chiuso con il 66º tempo, 26"96, nei 100 stile libero con il 71º, 58"39 e nei 100 dorso con il 48º, 1'07"63.
Quattro anni dopo ha preso parte di nuovo alle Olimpiadi, quelle di Barcellona 1992, stavolta soltanto nei 50 m stile libero, venendo eliminato in batteria con il 66º crono, 26"41.